# Trenulețul
Trenulețul (tdl. ‘trenecito’, diminutivo de tren) es una canción folk pop con letras en rumano e inglés compuesta e interpretada por los grupos Zdob și Zdub y Frații Advahov. Es la canción seleccionada para representar a Moldavia en el Festival de la Canción de Eurovisión 2022 en Turín.

## Publicación, nominación y selección
La canción fue lanzada el 10 de diciembre de 2021. El video musical asociado fue dirigido por Roman Burlaca.
A finales de enero de 2022, la emisora Teleradio-Moldova anunció los 29 participantes del casting público.  Sin embargo, debido a la pandemia de COVID-19, se canceló el formato previsto del programa de decisión preliminar y, en cambio, un jurado seleccionó a los representantes del ESC del país en el programa de casting Selecţia Naţională 2022 - Audieri LIVE el 29 de enero de 2022 determinado directamente.  
Los jurados seleccionaron al grupo Zdob şi Zdub y al dúo Fraşii Advahov con el título Trenulețul,  que ambas formaciones escribieron, compusieron y arreglaron juntas. Andrei Lifenco se encargó de la masterización y mezcla .

## Contenido

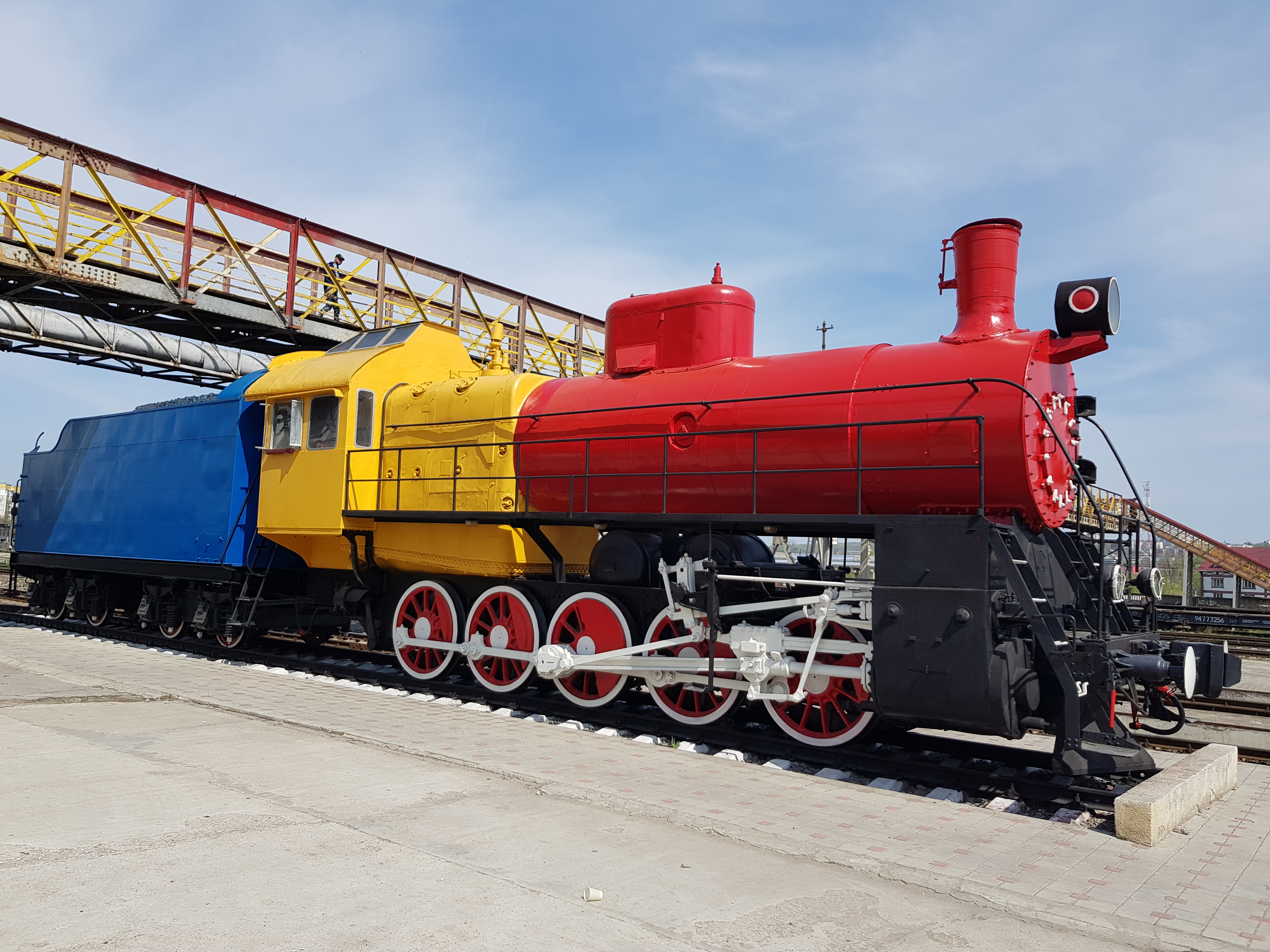
Monumento de una locomotora con los colores nacionales de ambos países en la estación de tren de Chisináu

El texto del título trata sobre un viaje en tren . Invita a los oyentes moldavos a tomar el tren a Bucarest .  Algunos periodistas tomaron el texto como una alusión a una posible unificación de Rumanía y Moldavia . 
La primera estrofa trata sobre el tren que va de un país a otro "como si volara" y no puede decir dónde termina el viejo país y comienza el nuevo. Aunque los dos países no están juntos, tampoco están separados. Esto se expresa principalmente a través del uso de oxímoron que se ocupan de una situación contradictoria ("Parcă-i una, parcă-s două, ba aparte, ba-mpreună, parcă-s două, parcă-i una", en español: Es como uno, es como dos, es separado, es junto, es como dos, es uno). 
El texto del coro está en inglés y tiene una estructura comparativamente simple. También menciona la línea de tren Chisináu - Bucarest. La segunda estrofa habla del tren que llega a la terminal y parece que nunca salió de su país y se fue sin irse. También se hace referencia al baile Hora. La tercera estrofa corresponde en la última mitad a la primera estrofa, mientras que los primeros versos son diferentes. La música sigue elementos de la música folclórica tradicional de Europa del Este y utiliza instrumentos como el acordeón y el violín .
Según la banda, Trenulețul se creó durante una estancia en Oituz . Dos de los miembros de Zdob şi Zdub nacieron en Străşeni, desde donde viajaban regularmente a Chişinău. También recorren regularmente la ruta Chișinău-Bucarest y tienen buenos recuerdos de ella. 

## Recepción
Durante el casting en la televisión moldava, los músicos interpretaron la primera estrofa de la canción con letra alterada, atrayendo la atención del público porque, según sus aficionados, el mensaje original de la canción se había suavizado en esta versión. Según la periodista Victoria Cusnir, miembro del jurado en el casting, Roman Iagupov y Vsevolod Cernei propusieron diferentes variantes del texto y, por lo tanto, probaron una versión diferente. El propio Cusnir abogó por la versión original. Cernei justificó la nueva versión con el reglamento del Festival de la Canción de Eurovisión, que prohíbe mensajes políticos en las letras. Para evitar una posible violación, escribió varias variantes. El primer verso cambiado fue simplemente una improvisación. Sin embargo, tras las reacciones de los aficionados, la versión original debería ser devuelta. 
Los servicios ferroviarios entre Chisináu y Bucarest se suspendieron en medio de la pandemia de COVID-19 . El título apareció unas semanas después del anuncio de que se reanudarían las operaciones.   La reinauguración estuvo acompañada por los artistas. 

## En el Festival de la Canción de Eurovisión
A Moldavia se le ha asignado un lugar en la primera mitad de las primeras semifinales del Festival de la Canción de Eurovisión 2022, que tendrá lugar el 10 de mayo. 